# Ainan (Ehime)
Ainan (jap. 愛南町 Ainan-chō) – miasto w Japonii, na wyspie Sikoku, w prefekturze Ehime. Według danych na rok 2020 miejscowość zamieszkiwało 19 601 mieszkańców , a gęstość zaludnienia wyniosła 82 os./km².